# 六分儀座19
六分儀座19，又名BD+05 2301，HD 88547、SAO 118164、HR 4004，是六分儀座的一颗恒星，视星等为5.77，位于銀經236.56，銀緯46.03，其B1900.0坐标为赤經10h 7m 36.1s，赤緯+5° 46.03′ 32″。